# Hipogeo de Torre del Ram

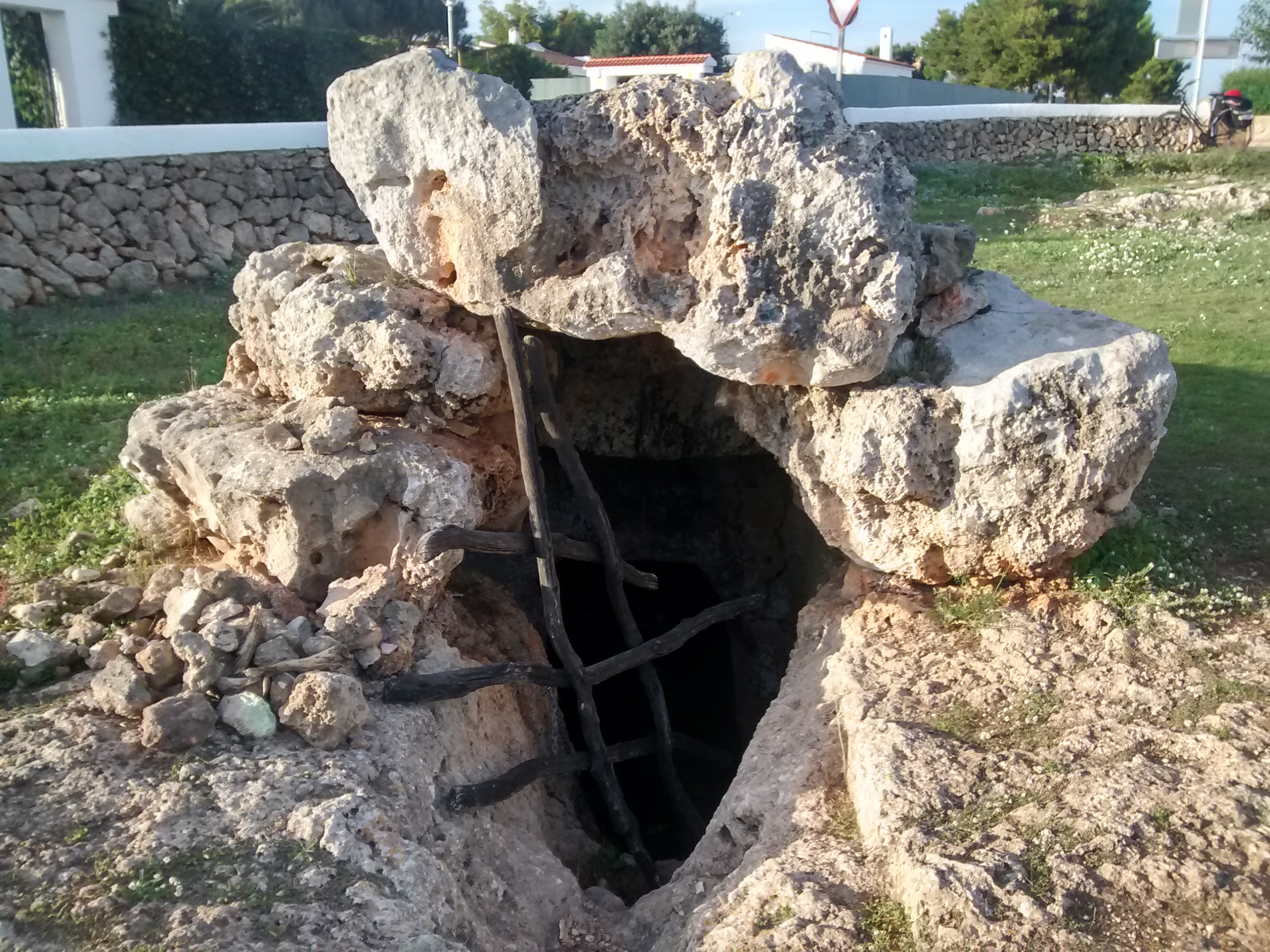
Entrada del hipogeo de Torre del Ram.

El hipogeo de Torre del Ram, localizado en el municipio español de Ciudadela, en la urbanización de Cala en Blanes, es un hipogeo funerario de la Edad del Bronce. Este espacio se habría utilizado como lugar de enterramiento colectivo, donde se irían depositando los miembros de una familia o pequeña comunidad conforme iban muriendo. Siglos después el hipogeo se vaciaría para ser reutilizado como lugar de refugio para el ganado, por lo que no se sabe nada acerca de la comunidad enterrada en su interior en referencia al número de individuos, ajuar funerario o cronología.  Sin embargo, debido a su similitud con otros sepulcros sobre los que sí se conocen más datos, es posible que estuviera en uso entre el 1700 y el 1400 a. C. aproximadamente.

## La estructura
Se trata de un sepulcro de cámara rectangular alargada, al cual se accede por un corredor ligeramente escalonado En su interior se conserva un banco corrido que resigue todo el perímetro de la cámara. El hipogeo conserva parte de la galería de piedras que cubriría, a manera de túmulo, parte del corredor y la entrada de la tumba, que está formada por bloques de aparejo ciclópeo.
El corredor tiene una longitud de 2,60 m, mientras que las dimensiones de la cámara son de: 8,80 m de longitud, 2,50 m de ancho y 1,95 m de altura.  

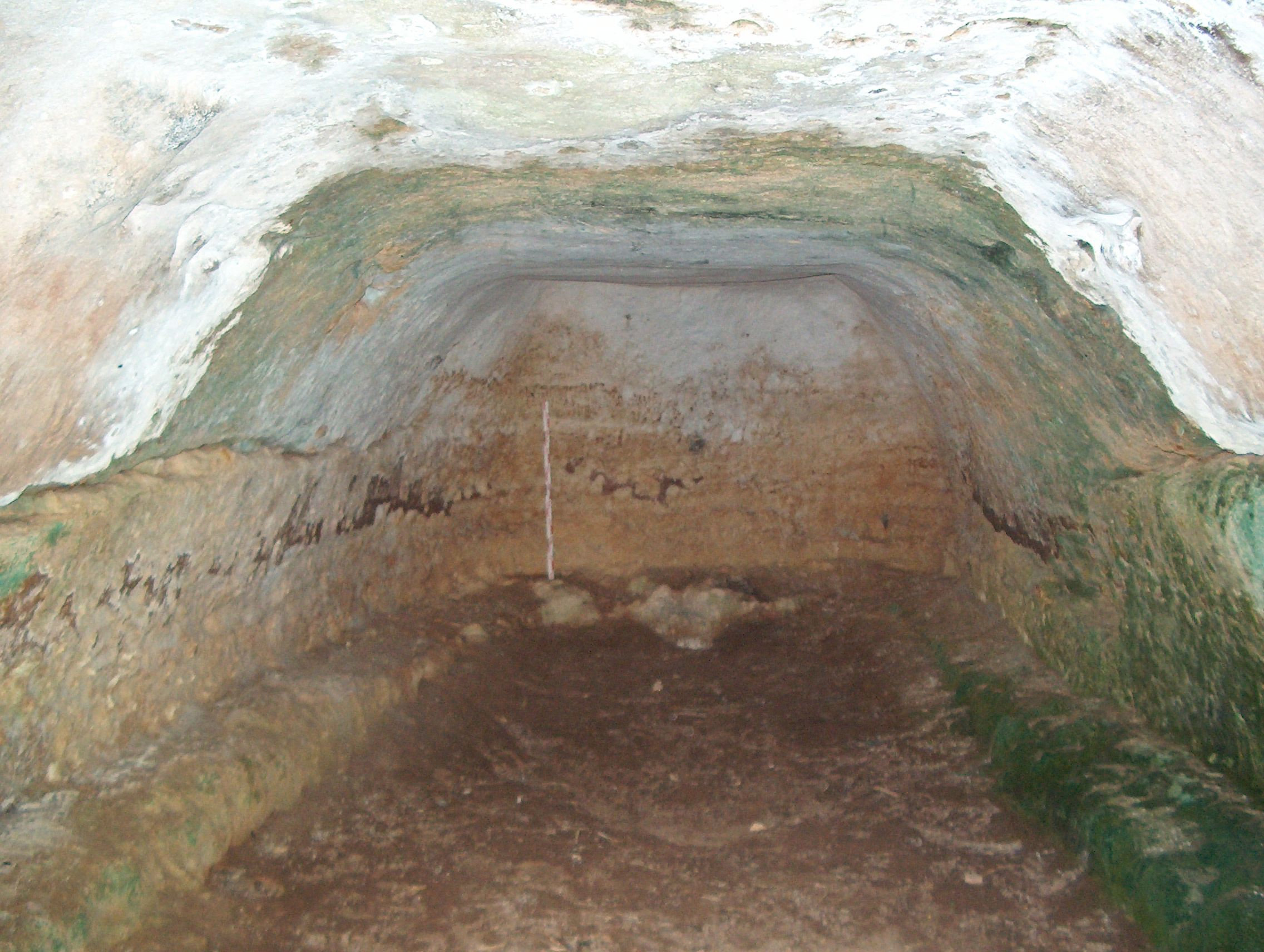
Vista del interior de la cámara del hipogeo.

## Los grabados en la piedra
En su interior destaca la presencia de unos grabados que representan, de manera esquemática, tres barcos de vela y otras figuras indeterminadas. Algunos autores han remarcado la importancia de estos elementos, ya que podrían representar embarcaciones de la Edad del Bronce.
Sin embargo, no se puede asegurar que estos grabados sean de la misma época que el hipogeo, puesto que podrían haberse realizado en cualquier otro momento posterior.

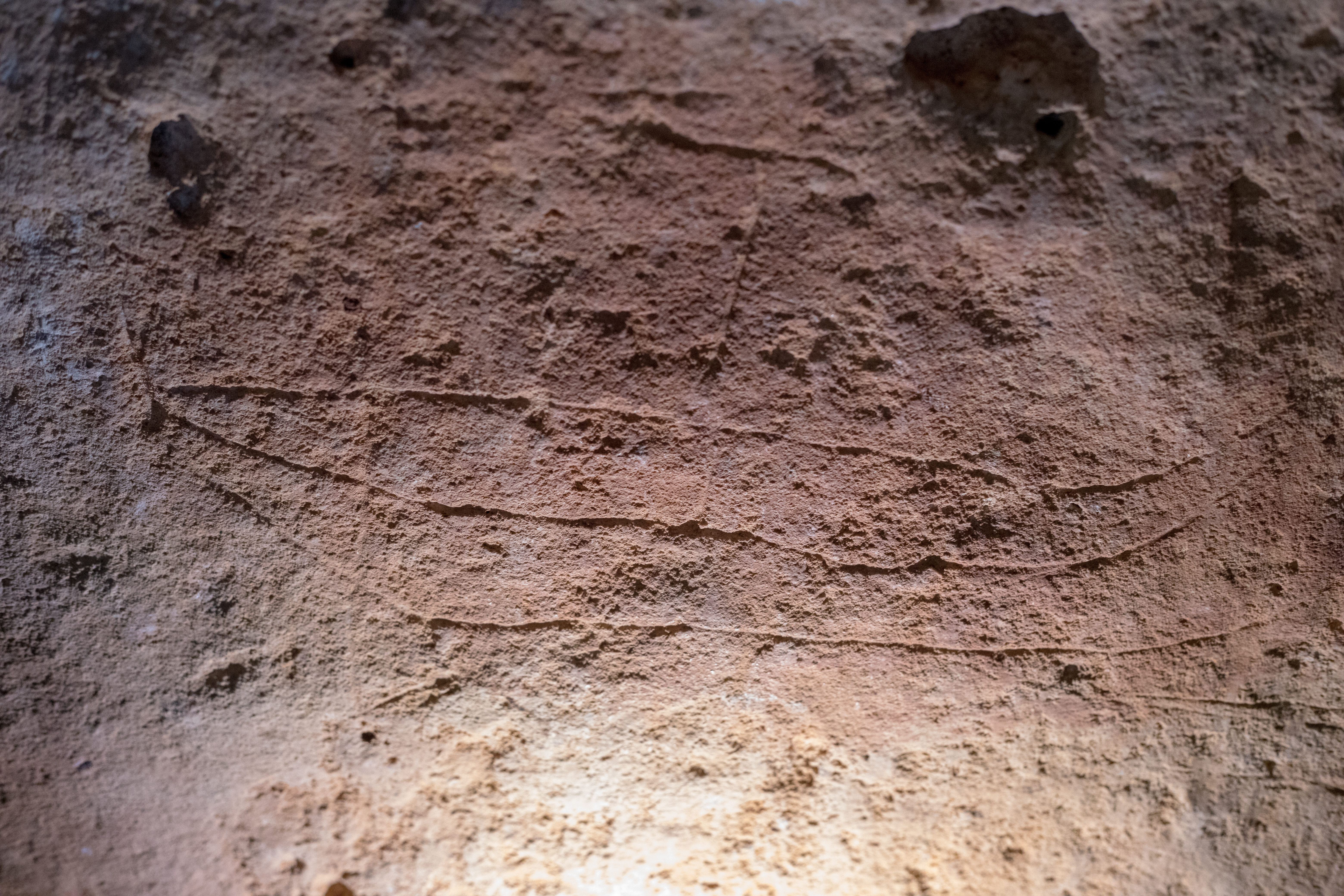
Grabado de barco en el interior del hipogeo.